# Fredericia HK
El Fredericia HK es un equipo de balonmano de la localidad danesa de Fredericia. Actualmente milita en la HåndboldLigaen. El club se fundó en el año 1990 como refundación del Fredericia KFUM nombre bajo el cual consiguió sus mayores éxitos deportivos. 

## Palmarés
- Ligas de Dinamarca: 5
  - Temporadas : 1975, 1976, 1977, 1978, 1979

## Plantilla 2024-25
|  | Porteros - 01 Sebastian Frandsen - 12 Rasmus Storm Jensen - 16 Thorsten Fries - 19 Martin Nagy Extremos izquierdos - 09 Martin Bisgaard - 14 Frederik Jægerum - 23 Mads Hyldahl Extremos derechos - 07 Kasper Young Andersen - 20 Fredrik Mossestad Pivots - 04 Nikolaj A. Nielsen - 08 Mads Emil Winterskov Møller - 41 Evgeni Pevnov | Laterales izquierdos - 02 Rasmus Peluffo Johansen - 13 Lasse Balstad - 15 Mads Kjeldgaard Andersen - 17 Arnór Viðarsson - 23 Einar Þorsteinn Ólafsson - 97 Reinier Taboada Centrales - 03 Jonas Kruse Kristensen - 18 Malthe Hejsel - 31 William Andersson Moberg - 77 Sebastian Henneberg Laterales derechos - 91 Kasper Palmar - 93 Anders Kragh Martinusen |